# 直積演算子
核磁気共鳴において直積演算子（プロダクト演算子、プロダクトオペレーター）法とは、複数のスピン系の状態を表す密度演算子{\displaystyle {\hat {\rho }}\ }を直積演算子で表すことで、スピン系の時間発展を記述する方法である。
一般的な量子統計力学による取り扱いでは密度行列を用いて状態を表さなければならないが、これは数個のスピン系でさえも大変複雑で、物理的イメージも分かりにくい。たとえば最も単純な2スピン系であっても、密度行列の行列要素は合計16個になる。そこでSørensenらによって考案されたのが直積演算子法である。
スペクトルの強度を問題にしないならば、行列要素の値そのものは問題ではなく、どのように時間発展するか分かればよい。

## 理論
一般に任意のエルミート演算子は、以下のように規格直交化された演算子の完全系{\displaystyle \{{\hat {F}}_{i}\}}で展開できる。
{\displaystyle Tr[{\hat {F}}_{i}{\hat {F}}_{j}]=c\delta _{ij}}
よって密度演算子も、これらを用いて展開できる。
{\displaystyle {\hat {\rho }}=\sum _{i}\rho _{i}{\hat {F}}_{i}}
そこで基底演算子{\displaystyle \{{\hat {F}}_{i}\}}として、各スピン角運動量演算子の直積（直積演算子）を採用したのが直積演算子法である。
直積演算子法を適用するには次の3つの前提がある。
- 弱く結合したスピン系を扱う
- 高温近似が成り立つ
- 緩和の影響を無視する

### 1スピン系の例
1スピン系では21×21=４個の密度行列から成る。
- {\displaystyle E/2=1/2{\begin{pmatrix}1&0\\0&1\end{pmatrix}}}：単位演算子
- {\displaystyle I_{x}=1/2{\begin{pmatrix}0&1\\1&0\end{pmatrix}}}：{\displaystyle I}スピンの磁化のx成分
- {\displaystyle I_{y}=i/2{\begin{pmatrix}0&1\\-1&0\end{pmatrix}}}：{\displaystyle I}スピンの磁化のy成分
- {\displaystyle I_{z}=1/2{\begin{pmatrix}1&0\\0&-1\end{pmatrix}}}：{\displaystyle I}スピンの磁化のz成分

### 弱く結合した2スピン系の例
弱く結合した2スピン系（スピンIとスピンS）では直積演算子は22×22=16個ある。ここでは直積{\displaystyle A\times B}を単に{\displaystyle AB}と記す。
- {\displaystyle E/2=1/2{\begin{pmatrix}1&0&0&0\\0&1&0&0\\0&0&1&0\\0&0&0&1\end{pmatrix}}}
- {\displaystyle I_{x}=I_{x}\times E_{S}=1/2{\begin{pmatrix}0&1\\1&0\end{pmatrix}}\times {\begin{pmatrix}1&0\\0&1\end{pmatrix}}=1/2{\begin{pmatrix}0&0&1&0\\0&0&0&1\\1&0&0&0\\0&1&0&0\end{pmatrix}}}
- {\displaystyle I_{y}=i/2{\begin{pmatrix}0&0&-1&0\\0&0&0&-1\\1&0&0&0\\0&1&0&0\end{pmatrix}}}
- {\displaystyle I_{z}=1/2{\begin{pmatrix}1&0&0&0\\0&1&0&0\\0&0&-1&0\\0&0&0&-1\end{pmatrix}}}
- {\displaystyle S_{x}=1/2{\begin{pmatrix}0&1&0&0\\1&0&0&0\\0&0&0&1\\0&0&1&0\end{pmatrix}}}
- {\displaystyle S_{y}=i/2{\begin{pmatrix}0&-1&0&0\\1&0&0&0\\0&0&0&-1\\0&0&1&0\end{pmatrix}}}
- {\displaystyle S_{z}=1/2{\begin{pmatrix}1&0&0&0\\0&-1&0&0\\0&0&1&0\\0&0&0&-1\end{pmatrix}}}
- {\displaystyle 2I_{x}S_{z}=2\times 1/2{\begin{pmatrix}0&1\\1&0\end{pmatrix}}\times 1/2{\begin{pmatrix}1&0\\0&-1\end{pmatrix}}=1/2{\begin{pmatrix}0&0&1&0\\0&0&0&-1\\1&0&0&0\\0&-1&0&0\end{pmatrix}}}
  - 反位相の{\displaystyle I}スピンの磁化（{\displaystyle I}スピンの磁化のx成分が{\displaystyle S}スピンの縦方向の2つの可能な状態に対応して2つの反位相成分に分裂することを表し、ベクトルモデルで表すことは可能である。）
- {\displaystyle 2I_{y}S_{z}=i/2{\begin{pmatrix}0&0&-1&0\\0&0&0&1\\1&0&0&0\\0&-1&0&0\end{pmatrix}}}：反位相の{\displaystyle I}スピンの磁化
- {\displaystyle 2I_{z}S_{x}=1/2{\begin{pmatrix}0&1&0&0\\1&0&0&0\\0&0&0&-1\\0&0&-1&0\end{pmatrix}}}：反位相の{\displaystyle S}スピンの磁化
- {\displaystyle 2I_{z}S_{y}=i/2{\begin{pmatrix}0&-1&0&0\\1&0&0&0\\0&0&0&1\\0&0&-1&0\end{pmatrix}}}：反位相の{\displaystyle S}スピンの磁化
- {\displaystyle 2I_{z}S_{z}=1/2{\begin{pmatrix}1&0&0&0\\0&-1&0&0\\0&0&-1&0\\0&0&0&1\end{pmatrix}}}：縦2-スピンオーダー
- {\displaystyle 2I_{x}S_{x}=1/2{\begin{pmatrix}0&0&0&1\\0&0&1&0\\0&1&0&0\\1&0&0&0\end{pmatrix}}}：2-スピンコヒーレンス
- {\displaystyle 2I_{y}S_{y}=1/2{\begin{pmatrix}0&0&0&-1\\0&0&1&0\\0&1&0&0\\-1&0&0&0\end{pmatrix}}}：2-スピンコヒーレンス
- {\displaystyle 2I_{x}S_{y}=i/2{\begin{pmatrix}0&0&0&-1\\0&0&1&0\\0&-1&0&0\\1&0&0&0\end{pmatrix}}}：2-スピンコヒーレンス
- {\displaystyle 2I_{y}S_{x}=i/2{\begin{pmatrix}0&0&0&-1\\0&0&-1&0\\0&1&0&0\\1&0&0&0\end{pmatrix}}}：2-スピンコヒーレンス

縦2-スピンオーダーと2-スピンコヒーレンスはベクトルモデルで表現することができない量子的現象である。

### 時間変化
液体のパルスNMRでは、次の3つの時間変化が重要である。
- ラジオ波パルスによる磁化の回転
- 化学シフトによる磁化の回転
- スピン結合（Jカップリング）に由来する磁化の回転

あるパルス系列の働きは、その中のパルスおよびパルスの間に起こる自由歳差運動の時間の順序に依存する。しかし、もし弱く結合したスピン系を考えているならば、この時間の間に化学シフトとスピン結合による時間展開の順番を自由に変えることができる（交換できる）。
時間変化は、密度演算子の時間発展を記述する式（フォン・ノイマン方程式）を解くことにより導ける。以下では、その結果だけを示す。

#### ラジオ波パルス
ラジオ波パルスを与えている間、化学シフトとスピン結合による回転は無いと考えて良い。ラジオ波パルスによる回転は、x-y平面上の軸（通常はx軸）のまわりに起きる。必要なら、傾いた有効磁場のまわりの回転を考えることができる。
まず第一に、{\displaystyle I_{z}}で表される{\displaystyle I}スピンの磁化のz成分に励起パルス{\displaystyle \beta (x)}が働いた場合、以下のように時間変化する。
{\displaystyle I_{z}{\xrightarrow {\quad \beta I_{x}\quad }}I_{z}cos\beta -I_{y}sin\beta }
例として90度パルスの場合は、以下のようになる。
{\displaystyle I_{z}{\xrightarrow {\quad (\pi /2)I_{x}\quad }}-I_{y}}
{\displaystyle S_{z}{\xrightarrow {\quad (\pi /2)S_{x}\quad }}-S_{y}}
また13Cや15Nの感度向上のために異種核ISにおける分極移動を用いるINEPTでは、Iスピンの磁化を回転座標系の±x軸にそって範囲層にそろえて、Iスピンに+y軸に沿って90度パルスを与える。この回転は次のように書くことができる。
{\displaystyle 2I_{x}S_{z}{\xrightarrow {\quad (\pi /2)I_{y}\quad }}-2I_{z}S_{z}}
これによって縦2-スピンオーダーが作り出される。

#### 化学シフト
化学シフトによるスピンの時間変化はつぎのように表すことができる。
{\displaystyle I_{y}{\xrightarrow {\quad (\pi \delta _{I}t)I_{z}\quad }}I_{y}cos(2\pi \delta _{I}t)-I_{x}sin(2\pi \delta _{I}t)}
ここで{\displaystyle \delta _{I}}は、トランスミッター周波数から測ったIスピンのシフトである。Sスピンの化学シフトも同様に扱うことができる。
異種核スピンの場合は、個々のスピンに別の回転系が設定されるから、それぞれの化学シフトはそれぞれの回転系におけるトランスミッター周波数からの相対値として表現する。

#### スピン結合（Jカップリング）
直積演算子法では、スピン結合はつぎのように表される。
{\displaystyle I_{y}{\xrightarrow {\quad (2\pi J_{IS}\tau )2I_{z}S_{z}\quad }}I_{y}cos(2\pi J_{IS}\tau )-2I_{x}S_{z}sin(2\pi J_{IS}\tau )}
もしも{\displaystyle \tau =1/(2J_{IS})}となるように選ぶと、
{\displaystyle I_{y}{\xrightarrow {\quad (\pi /2)2I_{z}S_{z}\quad }}-2I_{x}S_{z}}
さらに次の自由歳差運動の期間を考えると、
{\displaystyle -2I_{x}S_{z}{\xrightarrow {\quad (\pi J_{IS}\tau )2I_{z}S_{z}\quad }}-2I_{x}S_{z}cos(\pi J_{IS}\tau )-I_{y}sin(\pi J_{IS}\tau )}
となる。もしこの時間を{\displaystyle \tau =1/(2J_{IS})}となるように設定すると、2つのベクトルは再び-y軸にそって配向する。
{\displaystyle -2I_{x}S_{z}{\xrightarrow {\quad (\pi /2)2I_{z}S_{z}\quad }}-I_{y}}

## [2]脚注
1. ↑  Sørensen, O. W.; Eich, G. W.; Levitt, M. H.; Bodenhausen, G.; Ernst, R. R. (1983). “Product operator formalism for the description of NMR pulse experiments”. Prog. Nucl. Magn. Reson. Spectrosc. 16 (2):  163-192.
2. ↑  Sørensen, O. W.; Eich, G. W.; Levitt, M. H.; Bodenhausen, G.; Ernst, R. R. (1984-01-01). “Product operator formalism for the description of NMR pulse experiments” (英語). Progress in Nuclear Magnetic Resonance Spectroscopy 16:  163–192. doi:10.1016/0079-6565(84)80005-9. ISSN 0079-6565.